# Doridoxa
Els doridòxids (Doridoxidae) són una família de gastròpodes nudibranquis, de mides petites dins del clade Dexiarchia.
Doridoxidae és l'única família dins de la superfamília Doridoxoidea, dins del clade Pseudoeuctenidiacea (= Doridoxida).

## Gènere
Aquesta família només conté un gènere (Doridoxa) i tres espècies:
- Doridoxa benthalis Barnard, 1963[4]
- Doridoxa ingolfiana Bergh, 1899 - espècie tipus[1]
- Doridoxa walteri (Krause, 1892)